# Serdar Özkan
Serdar Özkan (Düzce, 1 januari 1987) is een Turks voormalig voetballer.

## Clubcarrière
Dankzij coach Ertuğrul Sağlam mocht hij naar de eerste ploeg van Beşiktaş komen. In 2005 werd hij verhuurd aan Istanbulspor waar hij eigenlijk niet in actie kwam.
Daarna werd hij nog eens verhuurd, maar deze keer aan Akçaabat Sebatspor. Daar kwam hij wel aan spelen toe.
In 2007 mocht hij naar Samsunspor voor een jaar.
In 2007 werd hij ook uitgeroepen om naar de Turkse nationale ploeg te komen. In 2010 plukte Galatasaray hem weg bij Beşiktaş en liet hem een contract tekenen van 3 jaar. Hij wist het daar nooit te maken en bracht de rest van zijn carrière door bij middenmotor-clubs.